# Agrias marquei
Agrias marquei är en fjärilsart som beskrevs av Le Moult 1926. Agrias marquei ingår i släktet Agrias och familjen praktfjärilar. Inga underarter finns listade i Catalogue of Life.